# Дюбуа, Жан-Поль (писатель)
Жан-Поль Дюбуа́ (фр. Jean-Paul Dubois; род. 20 февраля 1950, Тулуза) — французский писатель и журналист.

## Биография
Родился 20 февраля 1950 года в Тулузе.
Провёл всю жизнь в родном городе, в одном и том же доме. Долгое время сотрудничал в еженедельнике «Nouvel Observateur» и уволился только в 2004 году, получив премию Фемина за роман «Французская жизнь».
4 ноября 2019 года стал обладателем Гонкуровской премии за роман «Не все в мире живут одинаково» (во втором туре голосования Гонкуровской академии победил шестью голосами против четырёх Амели Нотомб). Этот роман стал двадцать вторым по счёту произведением Дюбуа, увидевшим свет в издательстве l'Olivier. Он вводит читателя в узнаваемый мир: депрессивный гуманизм автора, его меланхолический юмор и деликатность, персонажи по имени Поль и Анна, его навязчивые идеи, такие как автомобили, стоматологи-садисты, газонокосилки, лошади. Их объединяет главный герой Поль Хансен, родившийся в Тулузе; его отец-датчанин служит пастором, а мать — убеждённая атеистка, обожающая кино. Обычно в романах Дюбуа Поль имеет сложные отношения со своей женой по имени Анна, но теперь Анна — его мать. Сюжет построен на воспоминаниях персонажа, находящегося в монреальской тюрьме, о событиях своей жизни, в ходе которой он потерял всё, чем дорожил, — от любимых женщин до хорошей работы в гостинице «Эксельсиор». Его жизнь разрушена безумием: он не выносит вида мышей или парикмахерских ножниц, а ангел ада в тюремной камере пригрозил разрубить его надвое в случае неправильного жизненного выбора. Дабы сохранить остатки здравого смысла, Поль беседует с мёртвыми в своей голове.

## Книги
- Compte rendu analytique d’un sentiment désordonné, 1984
- Éloge du gaucher dans un monde manchot, 1986
- Tous les matins je me lève, 1988
- Maria est morte, 1989
- Les poissons me regardent, 1990
- Вы получите от меня весточку / Vous aurez de mes nouvelles, 1991
- Parfois je ris tout seul, 1992
- Une année sous silence, 1992
- Prends soin de moi, 1993
- La vie me fait peur, 1994
- Кеннеди и я / Kennedy et moi, 1996 ISBN 2020285398
- Америка меня беспокоит / L’Amérique m’inquiète, 1996 (сборник корреспонденций для Nouvel Observateur) ISBN 2757811975
- Je pense à autre chose, 1997
- Si ce livre pouvait me rapprocher de toi, 1999
- До тех пор всё было хорошо в Америке / Jusque-là tout allait bien en Amérique (сборник корреспонденций для Nouvel Observateur) 2002 ISBN 978-2757-811986
- Французская жизнь[фр.] / Une vie française, 2004
- Vous plaisantez, Monsieur Tanner, 2006
- Hommes entre eux, 2007
- Les Accommodements raisonnables, 2008
- Случай Шнайдера / Le Cas Sneijder, 2011
- Наследие / La Succession, 2016, l’Olivier — отобран в конкурс Гонкуровской премии
- Не все в мире живут одинаково[фр.] / Tous les hommes n’habitent pas le monde de la même façon, 2019, l’Olivier

### Премии
- Премия за чёрный юмор[фр.] имени Ксавье Форнере[фр.] 1991 года за роман «Вы получите от меня весточку».
- Премия французского телевидения[фр.] 1996 года за роман «Кеннеди и я»
- Премия Фемина 2004 года за роман «Французская жизнь»
- Премия за лучший роман[фр.] торговой сети Fnac[фр.] 2004 года за роман «Французская жизнь»
- Премия Александра Вьялатта[фр.] 2012 года за роман «Случай Шнайдера»
- Гонкуровская премия 2019 года за роман «Не все в мире живут одинаково»